# Domenico Riviera

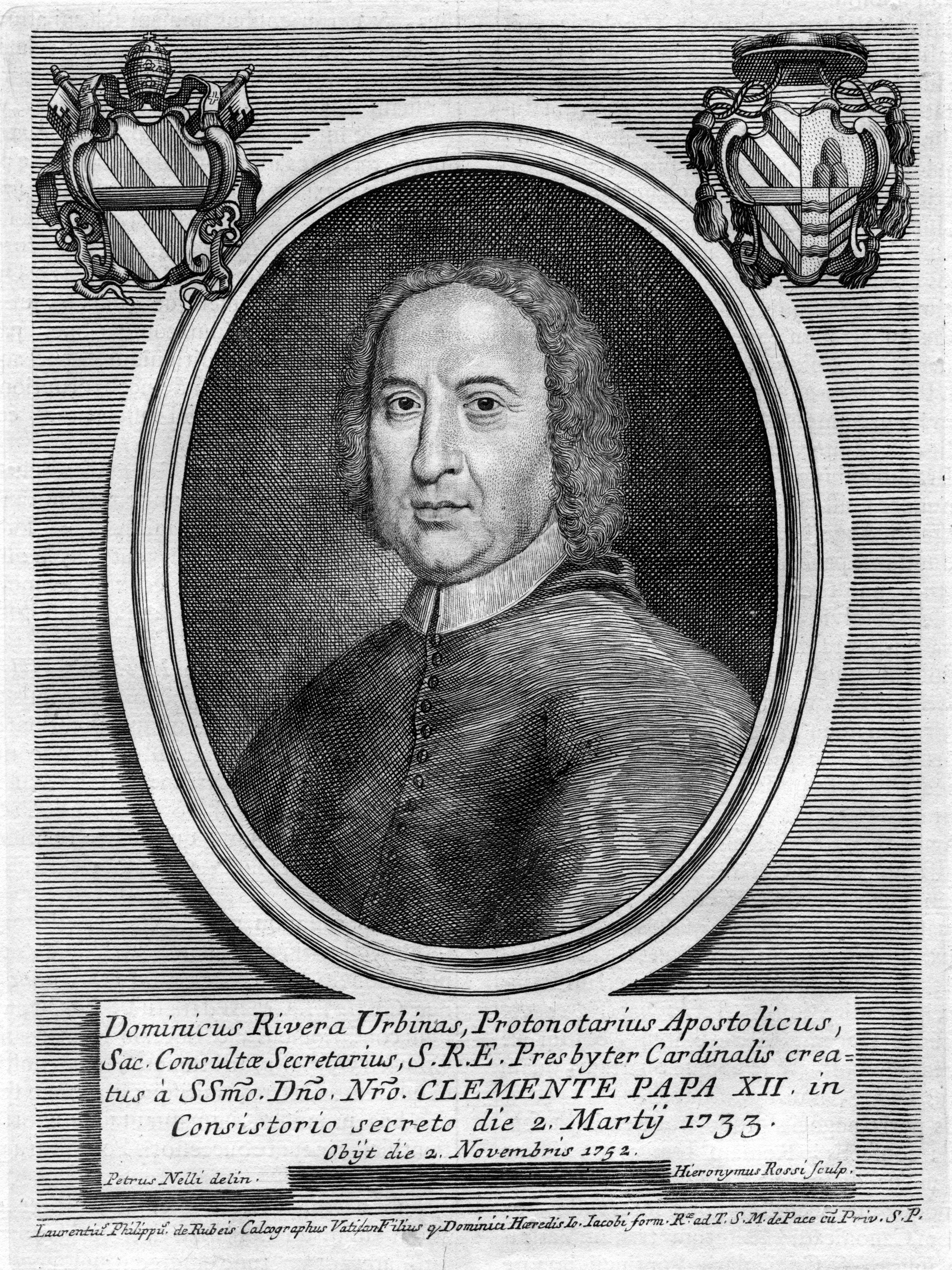
Domenico Kardinal Riviera (Zeitgenössischer Porträtstich 18. Jh.)

Kardialswappwen (schematische Darstellung)

Domenico Riviera (* 3. Dezember 1671 in Urbino; † 2. November 1752 in Rom) war ein italienischer Kardinal der Römischen Kirche.

## Leben
Domenico Riviera entstammte der Familie Rivera, die ursprünglich aus L’Aquila stammte, und war der Sohn von Giovanni Carlo Rivera und Cinzia Fazzini. Er studierte am Collegio di San Saverio in Bologna und doktorierte an der Universität Urbino. Nach seiner Priesterweihe in Urbino ging er nach Rom.
Er war Koadjutor von Raffaele Fabretti, dem Kurator (Präfekt) des Geheimarchivs in der Engelsburg in Rom, während des Pontifikats von Papst Innozenz XII. Nachdem Fabretti 1730 zum Sekretär der Sacra Congregazione delle Acque berufen worden war, folgte Riviera ihm später als Sekretär der Sacra Congregazione delle Acque und Sekretär der Sacra Congregazione della Consulta.
Vor dem 18. April 1704 wurde er zum Kanoniker der Lateranbasilika ernannt.
Papst Clemens XII. erhob Riviera im Konsistorium vom 2. März 1733 zum Kardinal, am 13. April desselben Jahres erhielt er den Titel des Kardinalpriesters von Santi Quirico e Giulitta. Am darauf folgenden 21. April nahm er seine Titelkirche Santi Quirico e Giulitta in Besitz.
Danach war er Präfekt der Congregazione dei Confini („Kongregation für Grenzfragen des Kirchenstaats“) und der Congregazione del buon governo („Kongregation für gute Regierungsführung“). Im Jahr 1741 erhielt er die Titelkirche Santi XII Apostoli.
Von Januar 1745 bis Januar 1746 war er Cammerlengo des Kardinalskollegiums.
Da er mit der Adelsfamilie Albani verbunden war, wurde er von den Einwohnern San Marinos für seine Rolle während der alberonischen Besetzung zum „Kardinalprotektor“ ernannt. 1740 erhielt er auf Initiative des Abtes von San Marino, Marino Zampini, als weiteres Zeichen der Dankbarkeit ein Gemälde des Malers Pompeo Batoni, das die Erhebung San Marinos zur Republik darstellt.
Nach seinem Tod wurde sein Leichnam in der Titelkirche Santi XII Apostoli in Rom beigesetzt.
Während seines Kardinalats nahm er nur an einem einzigen Konklave teil, dem Konklave 1740, bei dem Papst Benedikt XIV. gewählt wurde.
Ein Teil seiner passiven Korrespondenz ist in dem Manuskript Vat. lat. 14 199 der Vatikanischen Apostolischen Bibliothek erhalten.